# أبيس (مصارع)
كريستوفر «كريس» باركس (ولد في 4 أكتوبر 1973) هو مصارع أمريكي محترف، معروف باسمه في الحلبة بـ «الوحش» أبيس، موقع مع أتحاد توتال نون ستوب أكشن ريسلنغ وهو بطل التلفزيون الحالي، باركس هو واحد من الأثنين الذين عملوا مع أتحاد TNA من أول عرض لهم هو والمصارع جيمس ستورم.
أبيس في TNA، باركس أصبح بطل NWA العالم للوزن الثقيل ليكون الأول من اثنين المصارعين المقنعين الذين حملوا الحزام، أبيس هو أثقل مصارع حمل حزام أكس ديفجن، وحمل بطولة التلفزيون مرتين، وبطولة NWA العالم للتاق تيم مع إي جي ستايلز
باركس يعمل في TNA كـ أبيس وجوزيف بارك (أخ أبيس بالسيناريو)

## النشأة
كريس ولد في واشنطن العاصمة، وذهب إلى مدرسة ثانوية في كليفلاند، أوهايو، حيث لعب هناك كرة القدم الأمريكية، ودرس في جامعة ولاية أوهايو حيث حصل على درجة الماجستير في الإدارة الرياضية.

## مسيرته في مصارعة المحترفين

### البداية والتدريب
تدرب على يد روجر روفين في NWF، وفاز في أول مباراة له بالمخالفة، وفي أول السنوات له عمل في NWF كــ إورجنل ترمنيتور وكريس جستس وبرنس جستس
في 2001، باركس عمل في NWA Wildside حيث فاز ببطولة NWA Wildside للتاق تيم مع إي جي ستايلز، وهو أيضا صارع الأسطورة جيري لولر في Memphis Power Pro Championship Wrestling.
باركس تم أكتشافه من قبل زاب كولتر (المشهور في WWE كــ Zeb Colter) الذي في ذلك الوقت قد حجز IWA البورتوريكي، عندما حضر مانتيل عرض TNA الأول في مدينة هنتسفيل، ألاباما في 19 يونيو 2002 باركس ظهر في العرض في مباراة Gauntlet for the Gold تحت اسم جستس، بعدها مانتيل أخذ باركس ليظهر في أتحاد IWA، شخصية أبيس ظهرت في أتحاد IWA في يوليو 2002 أمام 13,000 من المشجعين في ولاية كارولينا، بورتوريكو، عندما هاجم المصارع شين ذا قلامور بوي، الذي كان المقرر ان يظهر في المين أيفنت للعرض أمام المصارع سافيو فيقا.
بينما كان يعمل للشركة، باركس حمل بطولة IWA للهاردوكور وبطولة IWA القارات لللوزن الثقيل وبطولة IWA العالم للتاق تيم.
باركس عمل في IWA تحت مانتيل لحوالي سنة واحدة حتى عاد إلى TNA في عام 2003.

## روابط خارجية
- أبيس على موقع IMDb (الإنجليزية)
- أبيس على موقع قاعدة بيانات الفيلم (الإنجليزية)
- أبيس على موقع WrestlingData.com (الإنجليزية)
- أبيس على موقع CageMatch worker (الإنجليزية)
- أبيس على موقع قاعدة بيانات المصارعة على الإنترنت (الإنجليزية)
- أبيس على موقع عالم المصارعة على الإنترنت (الإنجليزية)
- أبيس على موقع عالم المصارعة على الإنترنت (الإنجليزية)